# Beni Isguen
Beni Isguen (arabisch بني يزقن) ist eine Stadt in der nördlichen algerischen Zentral-Sahara im M'zab-Tal. Sie ist Teil der Kommune Bounoura in der Provinz Ghardaia. Beni Isguen gilt für die Glaubensgemeinschaft der Mozabiten als heilige Stadt.
Beni Isguen bildet zusammen mit Nachbarstadt Ghardaia und den Städten Melika, Bounoura und El Atteuf eine Pentapolis im M'zab. Beni Isguen, 1347 gegründet, ist als Ksar von Mauern umgeben, deren einziges Tor täglich um 18h geschlossen wird. Ein Stadtrundgang ist nur mit einem Führer möglich, und kein Fremder oder Andersgläubiger darf in der Stadt die Nacht bei den hier besonders strenggläubigen Mozabiten verbringen. Die sechsschiffige Oasenmoschee stammt aus dem 12. Jahrhundert. Zusammen mit den anderen Oasen im M'zab-Tal steht Beni Isguen wegen seines exemplarischen Städtebaus seit 1982 auf der Liste des UNESCO-Weltkulturerbe. Die Postleitzahl lautet 47005.
Hergestellt werden Schmuck- und Messingwaren, Teppiche und Keramikwaren.

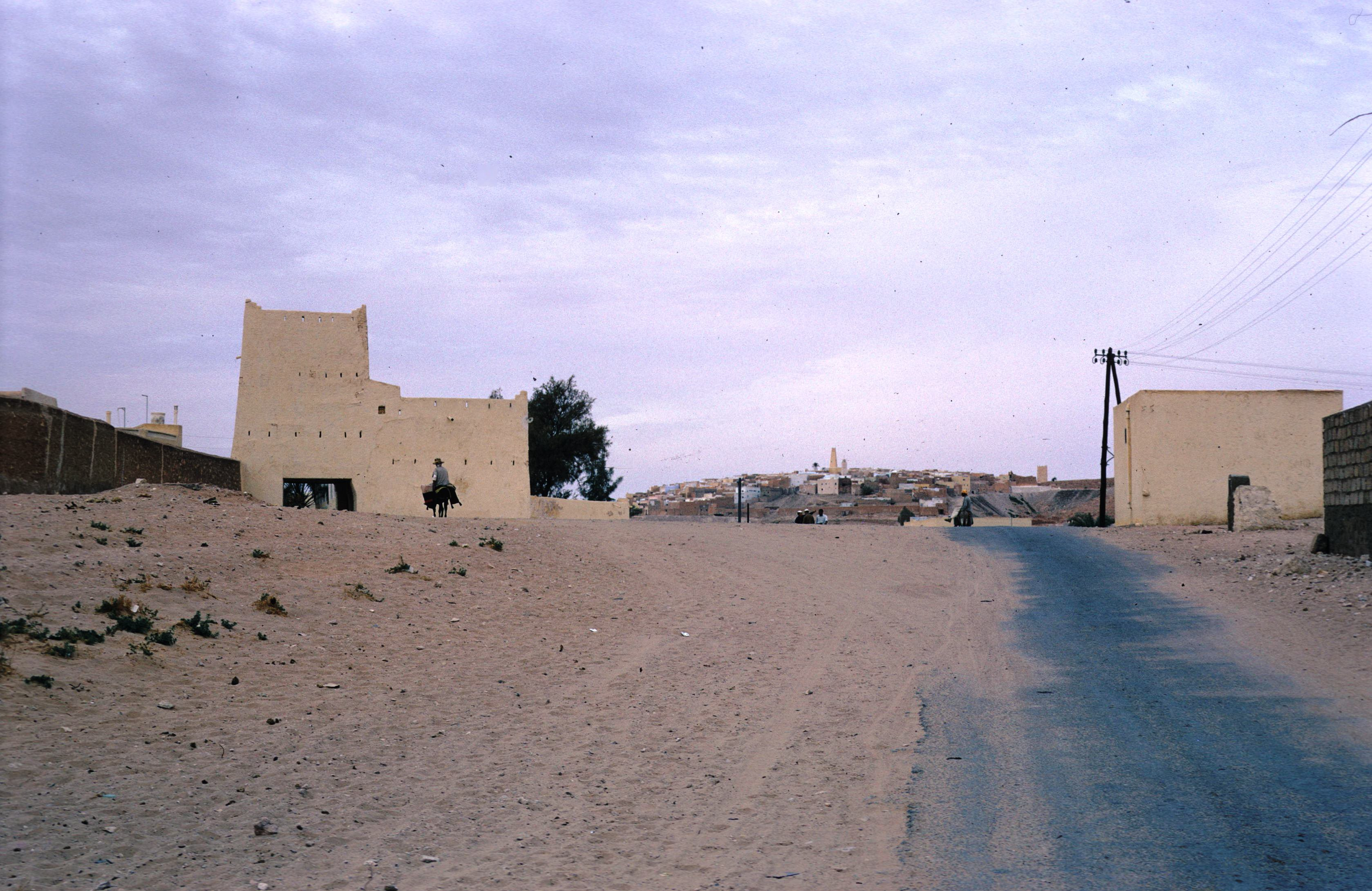
Einziges Stadttor von Beni Isguen

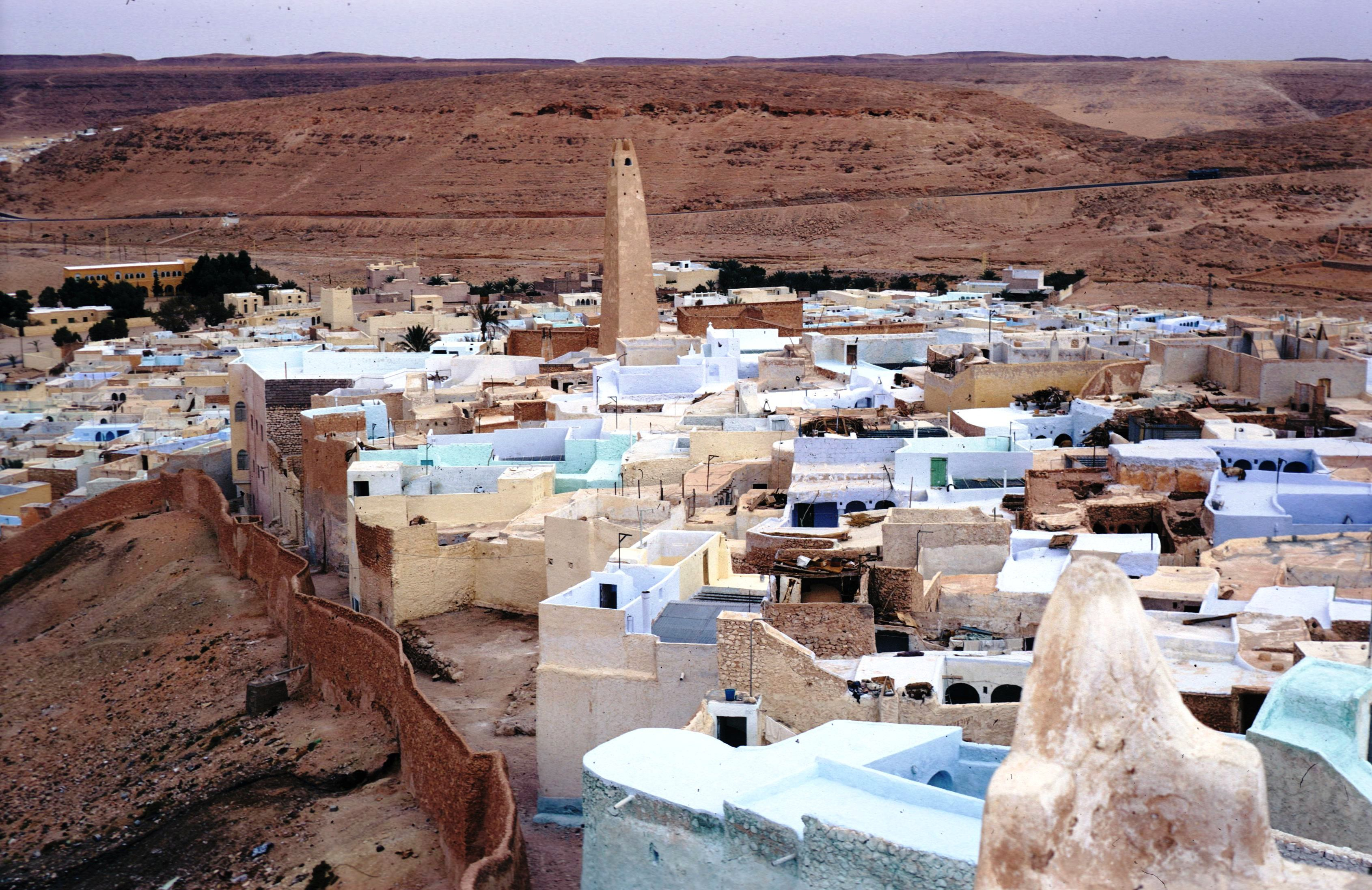
Beni Isguen

## Persönlichkeiten
- Mufdi Zakariah (1908–1977), Autor und Lyriker